# Alberto Masi
Alberto Masi (Genova, 2 settembre 1992) è un calciatore italiano, difensore della Pro Patria.

## Caratteristiche tecniche
Difensore centrale, dotato di forza fisica e senso della posizione, è abile nel gioco aereo.

## Carriera

### Club
Nasce a Genova e inizia la sua carriera nelle giovanili della Sampdoria. Nel 2009-2010 passa alla Lavagnese giocando 20 partite in Serie D.
Nella stagione successiva, viene girato in compartecipazione alla Pro Vercelli, in Prima Divisione. Qui colleziona 24 presenze e un gol, ottenendo anche la promozione in Serie B in seguito ai play-off vinti battendo Taranto e Carpi.
Riscattato dai piemontesi, il 5 luglio 2012 passa in compartecipazione alla Juventus. Il 22 agosto dopo aver svolto tutta la preparazione estiva con la prima squadra viene interamente riscattato dai bianconeri, per poi essere, il 31 agosto, ceduto in prestito con diritto di riscatto e contro opzione sempre ai vercellesi.
Il 28 gennaio 2013 passa in prestito con diritto di riscatto e contro opzione alla Ternana.
Il 9 luglio dello stesso anno, la Juventus comunica di aver ceduto a titolo definitivo alla Ternana i diritti delle prestazioni sportive del calciatore, già rossoverde nella seconda parte della stagione 12-13, per un importo di 4 milioni di euro pagabili in 3 anni. Contestualmente è stato stipulato un accordo di partecipazione da 2 milioni di euro per metà cartellino da parte della società torinese.
Nella stagione 2013-2014 si rivela uno dei protagonisti alla salvezza della squadra, dove realizza ben 4 reti contro Empoli, Latina, Reggina (questi primi tre, sempre su colpo di testa e che sono sempre valsi poi alla vittoria finale) e contro il Crotone. A fine anno, viene rinnovata la comproprietà del calciatore.
Dopo un buon inizio di stagione, il 7 novembre 2014 ha un grave scontro in allenamento col compagno di squadra Simone Russini. Il giocatore riporterà la rottura della tibia con operazione che si svolgerà a Roma il 10 novembre, con tempi di recupero previsti tra i 4-5 mesi. Nel gennaio 2015 la Juventus cede l'altra metà del cartellino per 1,5 milioni alla Ternana nella trattativa che porta Alberto Brignoli in bianconero; il difensore diventa così un giocatore rossoverde a titolo definitivo. La Juventus inoltre conferma la clausola che prevede un'eventuale, futura riacquisizione di Masi versando 4 milioni di euro nelle casse della Ternana.
Torna in campo dopo il grave infortunio solo il 14 agosto giocando da titolare Crotone-Ternana 1-0 di Coppa Italia. Nella prima parte del campionato colleziona 13 presenze su 24 gare. A gennaio la società umbra rifiuta le offerte dello Spezia per assicurarsi le prestazioni di Masi per poi, il 3 febbraio 2016, escluderlo dalla lista A (lista dei 18 calciatori over21) per far posto al neo-rossoverde Fabiano Santacroce.
Da svincolato l'11 luglio 2017 viene acquistato dal Bari con contratto annuale, ma il 31 agosto seguente viene già venduto allo Spezia in prestito con riscatto e contro riscatto in favore dei pugliesi.
Dopo una stagione passata al Pisa, nell’estate del 2019 torna alla Pro Vercelli.
Dopo essere finito ai margini della rosa piemontese, il 28 gennaio 2023 viene ceduto alla Triestina con cui firma un contratto biennale.
Il 19 luglio 2023 viene ceduto a titolo definitivo all'Atalanta U23 firmando un contratto triennale. Dopo 11 presenze in due stagioni, lascia la squadra bergamasca al termine della stagione 2024-2025.
Il 27 luglio 2025 si lega alla Pro Patria, ripescata in Serie C.

### Nazionale
Masi è stato convocato nella nazionale Under-20 Lega Pro durante la sua permanenza nella Pro Vercelli.
Dall'agosto del 2012 fa parte della nazionale Under-21, debuttando in amichevole il 15 agosto nei Paesi Bassi (vittoria azzurra 4-0). Il 10 settembre seguente gioca la sua prima gara valevole per la qualificazioni al Campionato europeo di calcio Under-21, prendendo parte da titolare a Italia-Irlanda (2-4).

## Statistiche

### Presenze e reti nei club
Statistiche aggiornate al 14 maggio 2025.
| Stagione            | Squadra             | Campionato          | Campionato | Campionato | Coppe nazionali | Coppe nazionali | Coppe nazionali | Coppe continentali | Coppe continentali | Coppe continentali | Altre coppe | Altre coppe | Altre coppe | Totale | Totale |
| Stagione            | Squadra             | Comp                | Pres       | Reti       | Comp            | Pres            | Reti            | Comp               | Pres               | Reti               | Comp        | Pres        | Reti        | Pres   | Reti   |
| ------------------- | ------------------- | ------------------- | ---------- | ---------- | --------------- | --------------- | --------------- | ------------------ | ------------------ | ------------------ | ----------- | ----------- | ----------- | ------ | ------ |
| 2009-2010           | Lavagnese           | D                   | 20         | 0          | CI-D            | -               | -               |                    | -                  | -                  | -           | -           | -           | 20     | 0      |
| 2010-2011           | Sampdoria           | A                   | -          | -          | CI              | -               | -               | UCL+UEL            | -                  | -                  | -           | -           | -           | 0      | 0      |
| 2011-2012           | Pro Vercelli        | 1D                  | 24+4       | 1+0        | CI-LP           | 4               | 1               | -                  | -                  | -                  | -           | -           | -           | 32     | 2      |
| 2012-gen. 2013      | Pro Vercelli        | B                   | 14         | 1          | CI              | -               | -               | -                  | -                  | -                  | -           | -           | -           | 14     | 1      |
| feb.-giu. 2013      | Ternana             | B                   | 10         | 0          | CI              | -               | -               | -                  | -                  | -                  | -           | -           | -           | 10     | 0      |
| 2013-2014           | Ternana             | B                   | 24         | 4          | CI              | 0               | 0               | -                  | -                  | -                  | -           | -           | -           | 24     | 4      |
| 2014-2015           | Ternana             | B                   | 10         | 0          | CI              | 2               | 0               | -                  | -                  | -                  | -           | -           | -           | 12     | 0      |
| 2015-2016           | Ternana             | B                   | 13         | 1          | CI              | 1               | 0               | -                  | -                  | -                  | -           | -           | -           | 14     | 1      |
| 2016-2017           | Ternana             | B                   | 15         | 0          | CI              | 0               | 0               | -                  | -                  | -                  | -           | -           | -           | 15     | 0      |
| Totale Ternana      | Totale Ternana      | Totale Ternana      | 72         | 5          |                 | 3               | 0               |                    | -                  | -                  |             | -           | -           | 75     | 5      |
| ago. 2017           | Bari                | B                   | -          | -          | CI              | -               | -               | -                  | -                  | -                  | -           | -           | -           | 0      | 0      |
| 2017-2018           | Spezia              | B                   | 6          | 1          | CI              | -               | -               | -                  | -                  | -                  | -           | -           | -           | 6      | 1      |
| 2018-2019           | Pisa                | C                   | 17         | 0          | CI+CI-C         | 1+2             | 0               | -                  | -                  | -                  | -           | -           | -           | 20     | 0      |
| 2019-2020           | Pro Vercelli        | C                   | 19         | 1          | CI+CI-C         | 0+1             | 0               | -                  | -                  | -                  | -           | -           | -           | 20     | 1      |
| 2020-2021           | Pro Vercelli        | C                   | 34+2       | 0          | -               | -               | -               | -                  | -                  | -                  | -           | -           | -           | 36     | 0      |
| 2021-2022           | Pro Vercelli        | C                   | 26+2       | 1+0        | CI-C            | 0               | 0               | -                  | -                  | -                  | -           | -           | -           | 28     | 1      |
| 2022-gen. 2023      | Pro Vercelli        | C                   | 4          | 0          | CI-C            | 1               | 0               | -                  | -                  | -                  | -           | -           | -           | 5      | 0      |
| Totale Pro Vercelli | Totale Pro Vercelli | Totale Pro Vercelli | 121+8      | 4          |                 | 6               | 1               |                    | -                  | -                  |             | -           | -           | 135    | 5      |
| gen.-giu. 2023      | Triestina           | C                   | 12+2       | 2+0        | CI-C            | -               | -               |                    | -                  | -                  |             | -           | -           | 14     | 2      |
| 2023-2024           | Atalanta U23        | C                   | 11         | 0          | CI-C            | 1               | 0               | -                  | -                  | -                  | -           | -           | -           | 12     | 0      |
| 2024-2025           | Atalanta U23        | C                   | 0+1        | 0          | CI-C            | -               | -               | -                  | -                  | -                  | -           | -           | -           | 1      | 0      |
| Totale Atalanta     | Totale Atalanta     | Totale Atalanta     | 11+1       | 0          |                 | 1               | 0               |                    | -                  | -                  |             | -           | -           | 13     | 0      |
| Totale carriera     | Totale carriera     | Totale carriera     | 259+11     | 12         |                 | 13              | 1               |                    | 0                  | 0                  |             | -           | -           | 283    | 13     |